# Moritz Körner
Moritz Körner, né le 3 août 1990 à Wiesbaden (Hesse), est un homme politique allemand, membre du Parti libéral-démocrate (FDP). Il est député européen depuis 2019.